# Gabriel Pita da Veiga
Gabriel Pita da Veiga y Sanz (Ferrol, La Coruña, 31 de enero de 1909 - Madrid, 8 de mayo de 1993) fue un militar y marino español. Ministro de Marina de España en el periodo 1973-1977.

## Biografía
Nace en el seno de una familia ferrolana de gran tradición militar y desde el siglo XVIII especialmente vinculada a la Armada. Hijo del comandante de Infantería de Marina Juan Pita da Veiga y Morgado, veterano de la guerra de Marruecos fallecido prematuramente en 1929, y de Araceli Sanz y García de Paredes.
Es descendiente directo de Alonso Pita da Veiga, hombre de armas que prestó sus servicios tanto en España como en Italia, y que pasó a la Historia por capturar al rey Francisco I de Francia en el transcurso de la batalla de Pavía (Italia) en 1525, por lo que fue reconocido por el propio rey Francisco y recompensado el emperador Carlos V. Su abuelo, Gabriel Pita da Veiga y Solloso, alcanzó el empleo de contraalmirante siendo comandante general del Apostadero y Escuadra de Filipinas y comandante general del Arsenal de Ferrol. De los hermanos de su padre, Alfonso desaparecería siendo alférez de navío en el naufragio del crucero Reina Regente (1895), Manuel llegaría al empleo de capitán de navío y Álvaro al de general de brigada de Caballería siendo director de la Academia de Valladolid durante 10 años. Mayor de ocho hermanos, de los que dos también fueron militares. Felipe alcanzaría igualmente el empleo de almirante de la Armada y Juan el de coronel de Infantería. Su hermano Alfonso participó en el frente ruso durante la Segunda Guerra Mundial como soldado de la División Española de Voluntarios (División Azul).
En abril de 1923 ingresa en el cuerpo de Infantería de Marina como soldado voluntario, sirviendo en Ferrol en el 2.º Regimiento hasta el mes de septiembre de 1924 fecha en la que, tras superar las pruebas de acceso, se incorpora a la Escuela Naval de San Fernando. Fue promovido a alférez de navío en 1929. Entre sus primeros destinos destacan el vapor Reina Victoria Eugenia, el crucero Méndez Núñez y el acorazado Jaime I.
El 14 de abril de 1931, al proclamarse la República, se encuentra en Cartagena embarcado en el acorazado Jaime I. En la madrugada del 15 de abril, asiste con un reducido número de personas a la despedida del rey Alfonso XIII que embarcó en el crucero "Príncipe Alfonso" que zarpó para Marsella para trasladarse después a París
En 1932 pasa destinado al crucero Miguel de Cervantes, buque con el que en octubre de 1934 participa en la campaña que hizo frente a la sublevación revolucionaria contra la Segunda República, primero trasladando una bandera de la Legión desde Ceuta hasta Asturias, y después formando allí parte de las columnas de desembarco del buque, por lo que es recompensado con la Cruz al Mérito Naval con distintivo rojo. Posteriormente es destinado al patrullero Cánovas del Castillo. El 20 de diciembre de 1935 contrae matrimonio con Amalia Jáudenes García, con quien tendrá diez hijos, el mayor de ellos fallecido a los ocho años, y de los que Joaquín y Juan seguirían la tradición familiar ingresando también como oficiales de la Armada.
La guerra civil le sorprende como 2.º comandante del guardacostas Arcila, basado en Las Palmas de Gran Canaria. El día 18 de julio, estando fondeado en el Puerto de La Luz, embarcan de incógnito la mujer del general Francisco Franco y su hija, quienes después de pasar la noche a bordo, son trasladadas al vapor alemán Waldi con rumbo a Lisboa. Desde los primeros momentos toma partido en el golpe de Estado y sublevación contra el gobierno legítimo, y pronto es destacado a tierra al mando de una columna de desembarco, con la que contribuye al control de diversas localidades de la isla, como San Nicolás. A bordo del Arcila y con la ayuda de un cabo y dos marineros aborta un intento de motín organizado por el primer maquinista del buque y algunos miembros de la dotación afectos a movimientos anarquistas y comunistas. El 1 de diciembre toma el mando del guardapescas Garciolo en Cádiz. En el transcurso de la campaña mandó el patrullero Índico y, como comandante militar, los buques Mina Piquera y Marqués de Comillas. En abril de 1937 es destinado como segundo comandante del patrullero Canalejas, donde después de ascender a teniente de navío permanece, finalizada la campaña, hasta 1940. Por su actuación obtuvo tres Cruces de Guerra, una del Mérito Militar con distintivo rojo y la Medalla de Campaña.
Tras pasar por los destructores Almirante Valdés, Jorge Juan y Almirante Antequera es destinado al Cuartel de Instrucción de Marinería de Ferrol. Durante su permanencia allí, junto con el teniente de Infantería de Marina Marcos Ruiloba Palazuelos, escribe el libro “Manual del Marinero”, destinado a la marinería recién incorporada, que será ampliamente reeditado y revisado para este fin en las décadas sucesivas.
En 1944 asciende a capitán de corbeta. En estos años ocupa destinos en el destructor Ceuta, el buque escuela Galatea y el destructor Ciscar. Igualmente manda el dragaminas Tambre y el crucero Navarra sucesivamente. Asciende a capitán de fragata en 1951, y del 52 al 54 ejerce el mando como comandante del destructor Ulloa, con base en Ferrol. Entre 1954 y 1960 está destinado en el Estado Mayor de la Armada, y en 1960 vuelve al Cuartel de Instrucción de Marinería de Ferrol, ya como comandante, un puesto que compatibilizó con el de director del entonces Pontón-Escuela de Maniobra Galatea (antiguo buque Escuela).
Asciende a capitán de navío en 1962 y, desde sus inicios en 1963, forma parte de la Comisión de Estudios y Planes de la Armada, creada con el objeto de estudiar la reorganización de la Armada, donde ejerce el cargo de vicepresidente. Un organismo creado para analizar y dar soluciones a la problemática orgánica de la Armada, cuya organización básica todavía se basaba en una norma del año 1939. Tras mandar el Grupo de Dragaminas entre 1965 y 1966, regresa a la citada Comisión de Estudios, y en 1967 asciende a contralmirante, momento en el que se hace cargo de la jefatura de la División de Orgánica del Estado Mayor de la Armada. En 1969 es nombrado Segundo Jefe del Estado Mayor de la Armada, cargo con el que en 1970 asciende a vicealmirante. En este puesto se culmina la elaboración, en julio de 1970, de la Ley Orgánica de la Armada con la aprobación por las Cortes como Ley 9/1970, que supera la citada norma de 1939. La ley derogaba nada menos que siete leyes y cuatro decretos, lo que da idea del alcance de la reforma, y estará en vigor hasta el año 1990.

## Ministro de Marina
En 1971 es designado comandante general de la Flota, equivalente al actual almirante de la Flota, y en 1972 es nombrado almirante jefe del Estado Mayor de la Armada, lo que suponía la culminación de su carrera profesional. Al poco tiempo, en junio de 1973, es elegido ministro de Marina del gobierno presidido por el almirante Luis Carrero Blanco. Tras el asesinato de éste por parte de la organización terrorista ETA, y el nombramiento de Carlos Arias Navarro como su sucesor en 1973, es confirmado en el cargo. En 1974 preside, como embajador extraordinario, la misión especial española para asistir a la toma de posesión del general Ernesto Geisel como nuevo presidente de la República Federativa de Brasil.  También en julio de 1973 es nombrado procurador en Cortes y en agosto de 1974, por designación directa de Franco, consejero nacional del movimiento.
Se mantuvo en su cargo de ministro de Marina durante los inicios de la Transición Democrática. El día 13 de noviembre de 1975, siete días antes de la muerte del general Franco, y a requerimiento del príncipe Juan Carlos, recibido a través del marqués de Mondéjar, se reúnen los tres ministros militares y redactan una carta dirigida a S.A.R. Juan de Borbón. Se trata de disuadirle de hacer alguna declaración o un manifiesto respecto al proceso de sucesión. En la carta, sin mencionar al príncipe, se encarece su silencio en nombre de las Fuerzas Armadas. El encargado de trasladarla a don Juan es el teniente general Diez Alegría que regresa de la comisión con la promesa formal de su silencio. Tras la muerte del general Franco, en noviembre de 1975 fue nuevamente confirmado como ministro de Marina, y otra vez a los pocos meses, en julio de 1976, tras ser nombrado presidente Adolfo Suárez. Un gobierno que todavía contaba con cuatro oficiales generales que habían participado en la Guerra Civil: un vicepresidente primero, el teniente general Fernando de Santiago, y los tres ministros del Ejército, Marina y Aire: el teniente general Álvarez-Arenas Pacheco, el almirante Pita da Veiga y el teniente general Franco Iribarnegaray respectivamente.
En noviembre de 1976, mientras era ministro y como procurador en cortes votó a favor de la ley de Reforma Política propuesta por Adolfo Suárez. Una gran parte de los procuradores militares votaron en contra o no asistieron a la sesión. Durante su mandato se continuó con la política naval que ya se había iniciado cuando era jefe de Estado Mayor de la Armada y que, en lo que se refiere al programa naval, se concretó en: la incorporación al Arma Aérea de la Armada de los primeros aviones «Harrier VSTOL», la entrada en servicio de cinco fragatas DEG, tres submarinos «Daphne», dos buques hidrográficos y la botadura de tres corbetas clase «Descubierta» y dos patrulleros clase «Alsedo». En el aspecto legislativo se obtuvo la aprobación en enero de 1977 del Decreto Ley 5/77 que mejoraba la Ley 32/71 de Dotaciones Presupuestarias para las Fuerzas Armadas.
El 9 de abril de 1977, sábado Santo, el Partido Comunista de España quedó legalizado. Dos días después, el 11 de abril Pita presentó su dimisión como ministro con carácter irrevocable. En su carta de dimisión hacía mención a que el martes día 5 se había reunido, con conocimiento previo del presidente, con los mandos y autoridades superiores de la Armada, recabando su criterio al respecto, que fue unánimemente contrario a hacerlo en aquellas circunstancias. En dicha reunión se aludió reiteradamente a la promesa que, en su día, había hecho el presidente a los mandos superiores de las FAS, de no legalizar al Partido Comunista. Decía, entre otras cosas, el almirante, que nada de lo que se le había comunicado con anterioridad sobre el asunto, permitía deducir que una decisión de tanta trascendencia había de tomarse sin oír al Consejo de Ministros, y que, en su larga permanencia en el Gobierno, siempre había pretendido representar en él, el sentir de la Armada y en ello había encontrado moralmente asentada su autoridad como ministro de Marina.
Tras la dimisión, ante la renuncia de los almirantes candidatos en activo, Suárez tuvo dificultades para encontrar un candidato a sustituir a Pita entre los oficiales de mayor rango de la Armada y recurrió al vicealmirante Pascual Pery Junquera, que entonces se encontraba en situación de reserva y presidía la Compañía Trasatlántica Española.
Pasó a la reserva el 2 de febrero de 1979. Desde el momento en que dejó el ministerio siempre permaneció al margen de la vida pública y política, manteniendo una gran discreción, sin conceder entrevistas, ni enviar una rectificación o un desmentido. Solamente con la publicación  del libro «El Rey. Mis conversaciones con Juan Carlos I», del que es autor José Luis de Vilallonga, en cuyas páginas se le hacía partícipe de una reunión, al parecer celebrada en Játiva en 1977, en la que se conspiraba contra el orden constitucional e incluso contra la propia institución monárquica. El almirante escribió una carta al rey desmintiendo su participación. La carta se quedó sin remitir a su destinatario debido a la grave enfermedad y posterior fallecimiento del almirante. Más tarde, la familia la hizo llegar a la Casa del Rey. La familia recibió como respuesta una misiva en la que se manifestaba que su Majestad agradecía el haberle informado del error sobre la entrevista de Játiva, en 1977, que aparece en el libro y que le constaba que al almirante siempre le movió su gran amor a España y su profunda lealtad a la Corona.
Falleció el 8 de mayo de 1993 a causa de un cáncer, en la Policlínica Naval de Madrid.

## Vida privada
Estuvo casado con Amalia Jáudenes García, natural de Puentedeume, con quien tuvo diez hijos.

## Condecoraciones
- Tres cruces de Guerra.
- Cruz del Mérito Naval con distintivo rojo.
- Cruz roja del Mérito Militar.
- Medalla de la Campaña 1936-1939.
- Seis cruces del Mérito Naval con distintivo blanco.
- Gran Cruz de San Hermenegildo[13]
- Grandes Cruces del Mérito Aeronáutico[14]
- Grandes Cruces del Mérito Militar[15]
- Gran Cruz de la Orden del Mérito Civil (1970).[16]
- Medalla del Mérito Militar de Portugal.
- Gran Cruz Peruana del Mérito Naval.
- Gran Cruz de la Orden al Mérito de la República Italiana.
- Orden Nacional del Mérito grado de Gran Oficial de la República Francesa.
- Gran Estrella al Mérito Militar de la República de Chile.
- Condecoración del Mérito Militar de Guatemala.
- Gran Cruz del Mérito Naval del Brasil en grado de Gran Oficial.
- Gran Cruz del Mérito Melitense con Espadas de la Soberana Orden de Malta.
- Gran Cruz de la Real y muy distinguida Orden de Carlos III[17]